# Carpinus
Carpinus é um género botânico pertencente à família Betulaceae, cuja nomenclatura vernácula é cárpino ou carpino. É um género de árvore relativamente pequeno de madeira dura. As 30 a 40 espécies encontram-se em muitas das regiões temperadas do hemisfério norte, com a maior quantidade de espécies no este da Ásia, particularmente na China. Só duas espécies existem na Europa, e apenas uma no este da América do Norte.

## Lista de espécies
| Sistema | Classificação do gênero           | Referência               |
| ------- | --------------------------------- | ------------------------ |
| Linné   | Classe Monoecia, ordem Polyandria | Species plantarum (1753) |

- Carpinus betulus
- Carpinus caroliniana
- Carpinus cordata
- Carpinus coreana
- Carpinus faginea
- Carpinus fastigiata
- Carpinus fargesiana
- Carpinus henryana
- Carpinus laxiflora
- Carpinus japonica
- Carpinus kawakamii
- Carpinus orientalis
- Carpinus polyneura
- Carpinus tschonoskii
- Carpinus turczaninowii
- Carpinus viminea